# Campeonato da Europa de Atletismo de 2018 - Lançamento de martelo masculino
A prova do lançamento de martelo masculino do Campeonato da Europa de Atletismo de 2018 foi disputada entre os dias  6 e 7 de agosto de 2018 no Estádio Olímpico de Berlim em Berlim,  na Alemanha. 

## Recordes
Antes desta competição, os recordes mundiais e do campeonato nesta prova eram os seguintes:
|                       | Nome         | Nacionalidade   | Distância | Local     | Data                 |
| --------------------- | ------------ | --------------- | --------- | --------- | -------------------- |
| Recorde mundial       | Yuriy Sedykh | União Soviética | 86m74cm   | Estugarda | 30 de agosto de 1986 |
| Recorde do campeonato | Yuriy Sedykh | União Soviética | 86m74cm   | Estugarda | 30 de agosto de 1986 |
| Recorde europeu       | Yuriy Sedykh | União Soviética | 86m74cm   | Estugarda | 30 de agosto de 1986 |

## Medalhistas
| Ouro                   | Prata              | Bronze             |
| Wojciech Nowicki (POL) | Paweł Fajdek (POL) | Bence Halász (HUN) |

## Cronograma
Todos os horários são locais (UTC+2).
| Data        | Hora  | Evento       |
| ----------- | ----- | ------------ |
| 6 de agosto | 16:05 | Qualificação |
| 7 de agosto | 18:45 | Final        |

## Resultados

### Qualificação
Qualificação: Desempenho de 76.00 m (Q) ou os 12 melhores qualificados (q). 
| Posição | Grupo | Atleta               | Nacionalidade               | #1    | #2    | #3    | Resultado | Notas |
| ------- | ----- | -------------------- | --------------------------- | ----- | ----- | ----- | --------- | ----- |
| 1       | B     | Paweł Fajdek         | Polónia                     | 74.61 | 77.86 |       | 77.86     | Q     |
| 2       | A     | Bence Halász         | Hungria                     | 76.81 |       |       | 76.81     | Q     |
| 3       | B     | Pavel Bareisha       | Bielorrússia                | 74.34 | 76.47 |       | 76.47     | Q     |
| 4       | A     | Wojciech Nowicki     | Polónia                     | 76.03 |       |       | 76.03     | Q     |
| 5       | A     | Mihail Anastasakis   | Grécia                      | 73.72 | 75.61 | 72.87 | 75.61     | q     |
| 6       | B     | Eivind Henriksen     | Noruega                     | 74.54 | 74.36 | 75.14 | 75.14     | q     |
| 7       | A     | Serghei Marghiev     | Moldávia                    | 75.10 | 73.51 | 74.31 | 75.10     | q     |
| 8       | B     | Marcel Lomnický      | Eslováquia                  | 72.26 | x     | 75.08 | 75.08     | q     |
| 9       | A     | Ivan Tsikhan         | Bielorrússia                | 72.53 | 74.67 | 74.31 | 74.67     | q     |
| 10      | B     | Hlib Piskunov        | Ucrânia                     | 72.40 | x     | 74.18 | 74.18     | q     |
| 11      | B     | Nick Miller          | Grã-Bretanha                | 73.79 | x     | –     | 73.79     | q     |
| 12      | A     | Denis Lukyanov       | Atletas Neutros Autorizados | 72.06 | 72.35 | 73.19 | 73.19     | q     |
| 13      | A     | Marco Lingua         | Itália                      | x     | x     | 73.07 | 73.07     |       |
| 14      | B     | Aleksey Sokirskiy    | Atletas Neutros Autorizados | 72.97 | 70.97 | 71.85 | 72.97     |       |
| 15      | A     | Javier Cienfuegos    | Espanha                     | 72.76 | 71.27 | 71.94 | 72.76     |       |
| 16      | A     | Quentin Bigot        | França                      | 72.73 | 72.12 | 72.33 | 72.73     |       |
| 17      | B     | Eşref Apak           | Turquia                     | 72.70 | x     | 71.88 | 72.70     |       |
| 18      | A     | Hleb Dudarau         | Bielorrússia                | x     | 71.41 | 72.19 | 72.19     |       |
| 19      | A     | Özkan Baltacı        | Turquia                     | 71.55 | 71.35 | x     | 71.55     |       |
| 20      | A     | Henri Liipola        | Finlândia                   | 70.86 | 71.34 | 68.75 | 71.34     |       |
| 21      | B     | Simone Falloni       | Itália                      | 70.77 | 71.03 | 69.58 | 71.03     |       |
| 22      | B     | Denzel Comenentia    | Países Baixos               | x     | 66.10 | 70.70 | 70.70     |       |
| 23      | B     | Volodymyr Myslyvchuk | Ucrânia                     | 69.57 | x     | 70.59 | 70.59     |       |
| 24      | A     | Chris Bennett        | Grã-Bretanha                | 70.57 | 70.34 | x     | 70.57     |       |
| 25      | A     | Serhiy Reheda        | Ucrânia                     | 67.81 | 70.39 | x     | 70.39     |       |
| 26      | B     | Bence Pásztor        | Hungria                     | 69.02 | 69.66 | 68.85 | 69.66     |       |
| 27      | A     | Anders Eriksson      | Suécia                      | x     | 69.19 | x     | 69.19     |       |
| 28      | B     | David Söderberg      | Finlândia                   | 69.18 | 68.15 | 67.21 | 69.18     |       |
| 29      | B     | Nejc Pleško          | Eslovênia                   | x     | 68.29 | x     | 68.29     |       |
| 30      | B     | Pedro José Martín    | Espanha                     | x     | x     | 67.56 | 67.56     |       |

### Final
| Posição           | Atleta             | Nacionalidade               | #1    | #2    | #3    | #4    | #5    | #6    | Resultado | Notas                |
| ----------------- | ------------------ | --------------------------- | ----- | ----- | ----- | ----- | ----- | ----- | --------- | -------------------- |
| Medalha de ouro   | Wojciech Nowicki   | Polónia                     | 77.19 | 80.00 | 80.12 | 79.00 | x     | 78.81 | 80.12     |                      |
| Medalha de prata  | Paweł Fajdek       | Polónia                     | 78.69 | x     | x     | x     | 78.34 | 76.02 | 78.69     |                      |
| Medalha de bronze | Bence Halász       | Hungria                     | 77.15 | x     | x     | x     | 77.36 | x     | 77.36     |                      |
| 4                 | Pavel Bareisha     | Bielorrússia                | x     | 75.20 | x     | 75.02 | 75.47 | 77.02 | 77.02     |                      |
| 5                 | Eivind Henriksen   | Noruega                     | 76.05 | 76.71 | 76.86 | 74.58 | 75.89 | x     | 76.86     | Recorde nacional     |
| 6                 | Ivan Tsikhan       | Bielorrússia                | 73.85 | x     | 74.05 | 75.12 | 75.79 | 75.23 | 75.79     | Recorde da temporada |
| 7                 | Hlib Piskunov      | Ucrânia                     | 73.99 | 73.68 | 72.80 | 73.41 | 74.62 | 72.68 | 74.62     |                      |
| 8                 | Serghei Marghiev   | Moldávia                    | 72.72 | 74.47 | 73.76 | x     | 73.06 | x     | 74.47     |                      |
| 9                 | Mihail Anastasakis | Grécia                      | 73.33 | x     | 72.35 |       |       |       | 73.33     |                      |
| 10                | Nick Miller        | Grã-Bretanha                | 73.16 | x     | x     |       |       |       | 73.16     |                      |
| 11                | Marcel Lomnický    | Eslováquia                  | x     | x     | 72.74 |       |       |       | 72.74     |                      |
| 12                | Denis Lukyanov     | Atletas Neutros Autorizados | x     | 69.64 | 71.71 |       |       |       | 71.71     |                      |

Legenda
| Recorde mundial       | Recorde mundial (World record)               |                       | Recorde africano                      | Recorde africano (African) |                                           | Q | Classificado por posição (Qualified) |
| Recorde do campeonato | Recorde do campeonato (Championship record)  | Recorde da América    | Recorde da América (Americas)         | q                          | Classificado por melhor tempo (Qualified) |   |                                      |
| Melhor marca do ano   | Melhor marca do ano (World leading)          | Recorde asiático      | Recorde asiático (Asian)              | DNS                        | Não largou (Did not start)                |   |                                      |
| Recorde nacional      | Recorde nacional (National record)           | Recorde europeu       | Recorde europeu (European)            | DNF                        | Não terminou (Did not finish)             |   |                                      |
| Recorde pessoal       | Recorde pessoal do atleta (Personal best)    | Recorde da Oceania    | Recorde da Oceania (Oceania)          | DSQ / DQ                   | Desclassificado (Disqualified)            |   |                                      |
| Recorde da temporada  | Recorde da temporada do atleta (Season best) | Recorde sul-americano | Recorde sul-americano (South America) | NM                         | Sem marca (No mark)                       |   |                                      |